# Antoni Trzaskowski
Antoni Trzaskowski (Karczew, Polonia, 6 de abril de 1941 - 26 de marzo de 2025) fue un futbolista polaco que jugaba en la posición de defensa. Con más de 200 encuentros disputados en el Legia de Varsovia, Trzaskowski entró en el salón de la fama del club legionario.

## Carrera

### Club
| Periodo   | Club               |
| --------- | ------------------ |
| 1958-1961 | Mazur Karczew      |
| 1961-1962 | Legia II Varsovia  |
| 1963–1972 | Legia de Varsovia  |
| 1973–1976 | Rochester Lancers  |
| 1976      | Chicago Cats       |
| 1977–1978 | Polonia Greenpoint |

### Selección nacional
Jugó para Polonia en una ocasión en 1971 donde entró de cambio en el segundo tiempo.

## Títulos
- Ekstraklasa: 1968–69, 1969–70
- Copa de Polonia: 1963–64, 1965–66